# Prova penetrometrica statica

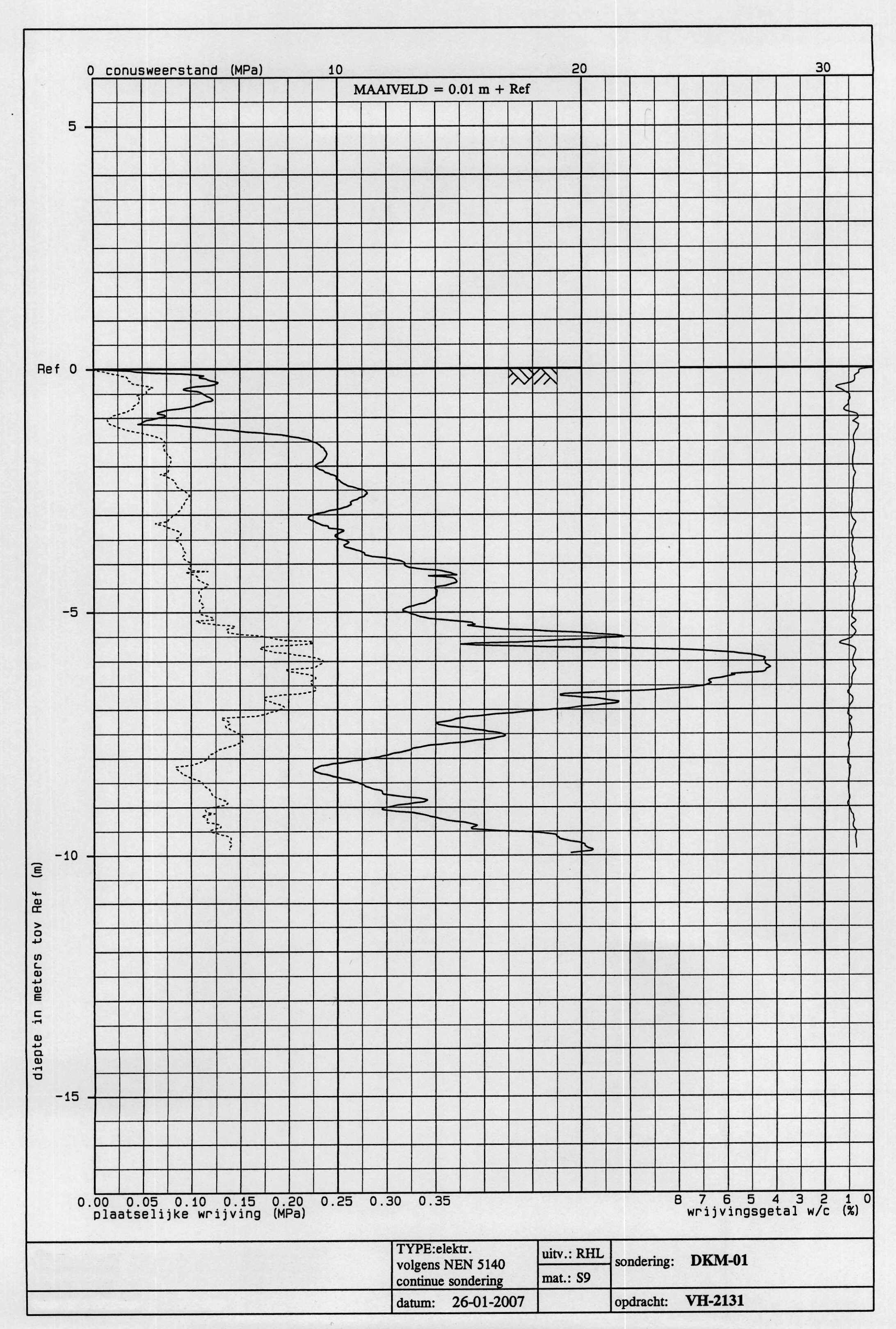
I risultati di una prova penetrometrica statica

La prova penetrometrica statica, o Cone Penetration Test (CPT), è una prova eseguita localmente nel sottosuolo (in situ) per il riconoscimento di massima del profilo stratigrafico/litologico (tipologia di terreni) e delle proprietà meccaniche del terreno. È indicata per i terreni sciolti a granulometria fine e media (argille, limi, sabbie, torbe) mentre presenta scarsa attitudine per rocce tenere o alterate (es. rocce piroclastiche recenti, argilla-marna, tufiti, ecc.). Trova notevoli difficoltà applicative in presenza di ghiaie o terreni sabbiosi molto addensati di elevato spessore.
Oggi in Italia è una delle prove più usate nei cantieri di indagine geotecnica fino ad alcune decine di metri di profondità.
Uno dei principali vantaggi della CPT è la possibilità di ottenere dei dati (quasi) continui lungo la verticale di indagine, con una sensibilità locale maggiore rispetto ad una prova penetrometrica dinamica continua. Può essere eseguita partendo dalla superficie (con eventuale pre-foro) o all'interno di un foro di sondaggio geognostico (opportunemente preparato e rivestito).
Si distinguono due principali categorie di prova penetrometrica statica: prova con punta meccanica e prova con punta elettrica (con piezocono e piezocono sismico).
La prova con punta (cono) meccanico (CPTm o MCPT), la più antica, consiste nell'infissione di una punta di forma conica (angolo di 60°, superficie di 10 cm², diametro di 35.7 mm, eventuale manicotto di superficie laterale di 150 cm²) all'interno del terreno. Durante l'avanzamento della punta (punta semplice o telescopica), che avviene a velocità costante pari a 2 cm/s, vengono misurati la resistenza alla penetrazione della punta (qc) e l'attrito laterale (fs). Eventualmente è possibile utilizzare un manicotto scorrevole per la misura del resistenza laterale locale  (punta con manicotto o detta "punta Begemann") Rl. In questo caso la prova consisterà di un avanzamento di 4 cm del solo cono con spinta delle aste interne e misura di qc, seguito dall'avanzamento di 4 cm del cono e del manicotto e misura di Rl ed infine avanzamento di 12 cm dell'intera punta per ritornare alla posizione iniziale, senza nessuna misura. 
 Lo sforzo per l'infissione della punta e del manicotto viene fornito da un dispositivo di spinta idraulico in genere da 10 o 20t che agisce alternativamente sulla batteria di aste di spinta interne a sezione piena e sulle aste cave esterne, collegati in superficie ai due manometri di misura.
La prova con punta elettrica (CPTE), dove la punta risulta direttamente avvitata ad una sola batteria di aste cave di spinta; la punta penetrometrica presenta al suo interno sensori indipendenti (celle di carico ed estensimetri in configurazione full bridge), che inviano via cavo segnali elettrici continui ad un acquisitore in superficie tramite le aste.  Viene misurata la resistenza alla punta (Qc) e l'attrito laterale (Fs).
La prova CPTE, nelle sue varianti più moderne "multisensoriali", divenute nel tempo di uso comune, permette di registrare inoltre la pressione dei pori durante l'avanzamento (CPTU) e la misura discontinua (a determinate profondità) della velocità delle onde nel sottosuolo (S-CPTU).

## Storia
La prova storicamente sembra sia state applicata per la prima volta, da John Olsson nel 1915 per determinare la resistenza al taglio non drenata di un terreno argilloso molto soffice, basando le sperimentazioni sui legami diretti tra lo sforzo per l'infissione di un cono e la relativa resistenza meccanica opposta dal terreno.
Il penetrometro a cono olandese viene inizialmente sviluppato intorno ai primi anni '30 del secolo scorso da Pieter Barentsen, il quale inventò un modo per misurare la resistenza del terreno che reagisce sulla punta conica: un'asta cava (tubo fisso) e un'asta interna mobile, spinta manualmente con manubrio, alla cui base era fissata la punta conica. La resistenza del suolo veniva rilevata mediante una testa di misura idraulica dotata di manometro. La prova era limitata a 3-4m dalla superficie per oggettive difficoltà di spinta da parte delle maestranze.
Viene in seguito sviluppato nel 1935 sotto la supervisione di T.K. Huizinga, presso il laboratorio di Delft (LGM), un sistema di spinta da 10 t.
L'originario penetrometro a cono, prevedeva una semplice misura meccanica della resistenza totale alla penetrazione necessaria per spingere un utensile con una punta conica nel terreno.  Sono stati impiegati diversi metodi per separare la resistenza misurata totale in componenti generati dalla punta conica (l'attrito della punta) e l'attrito generato dal contatto con l'asta (attrito laterale).
Nel 1950, venne sviluppato da J. Vermeiden un cono rivestito per evitare problemi ed errori di misura che potevano verificarsi quando la sabbia entrava nella cavità tra le aste.  Tuttavia, questo accorgimento provocava ulteriori problematiche, influenzando la resistenza di penetrazione misurata, soprattutto nelle argille. Altre attrezzature vennero sviluppate in contemporanea in altri paesi europei, come quello sviluppato da DeBeeer (1945) presso l'istituto geotecnico belga (BGI), con un cono fisso e dove la resistenza di attrito totale veniva misurata separatamente. Il primo penetrometro a cono meccanico nella ex URSS è stato sviluppato nel 1953, con una capacità massima di 100 kN (Broms & Flodin 1988).
Nei primi anni cinquanta, un altro significativo sviluppo è stato il penetrometro a cono montato su un veicolo, inventato da Kjellmann e Kallstenius presso l'Istituto geotecnico svedese (SGI). Il penetrometro ha una punta conica con diametro di 25 mm o 40 mm. Una caratteristica speciale di questo penetrometro era che l'asta poteva essere ruotata quando la punta veniva spinta nel terreno. Dalla misura della coppia era possibile separare la resistenza della punta da quella dall'attrito laterale. Questa separazione veniva eseguita automaticamente dalla macchina.
Un significativo progresso della prova statica è stato l'introduzione del cono statico di Begemann (1953), che misurava la resistenza all'attrito laterale ogni 0,2 m con un manicotto di attrito separato situato appena sopra la punta conica. Lo stesso Begemann (1965) pubblicò dei grafici che consentivano di risalire alla capicità portante di diversi tipi di pali attraverso l'uso della resistenza di attrito locale misurata.
L'evoluzione tecnologica negli anni '60 del secolo scorso, ha permesso l'introduzione di penetrometri con sensori elettrici (CPTe).
Pare che il primo penetrometro sperimentale a cono elettrico risalga alla fine della seconda guerra mondiale in Germania, (Broms & Flodin, 1988); seguito da prototipi sviluppati da Bakker e dal laboratorio geotecnico di Delft (LGM), nel 1949. La società Fugro fu la prima a introdurre il cono elettrico (CPTE) nel 1965 per un'indagine di routine del terreno.
Tra la metà e la fine degli anni '70 del secolo scorso, la prova penetrometrica con punta elettrica è stata trasformata in "multisensoriale" in grado di misurare contemporaneamente più parametri utili ai fini geotecnici, idrogeologici e geofisici:
- l'inserimento di un sensore di pressione trasduttori collegato ad un filtro poroso permette di misurare anche la pressione dell’acqua interstiziale del terreno (in questo caso si parla di piezocono e di prova CPTU), consente di stabilire le condizioni idrostatiche della falda e di eseguire quindi prove discontinue di dissipazione della pressione interstiziale (utili per ottenere informazioni sulle caratteristiche di consolidazione del terreno nei livelli di maggiore interesse);
- l'inserimento di un sensore inclinometrico (tiltmeter), permette di conoscere durante la prova il valore di deviazione dalla verticale (fattore che determina errori nel valore di resistenza locale misurato e può invalidare la prova oltre certi limiti).
- l'introduzione di un modulo sismico, accoppiato al piezocono, che contiene 1 o 2 sensori (accelerometri triassiali) opportunamente distanziati, rende possibile anche la rilevazione di un segnale sismico che si propaga nel terreno (in questo caso si parla di piezocono sismico e prova S-CPTU) opportunamente generato in superficie (sorgente sismica impulsiva in onde di taglio)  e quindi di risalire alla velocità delle onde dello strato indagato. Il dato geofisico in questo caso risulta discontinuo e la prova di fatto è assimilabile ad una prova geofisica in foro di sondaggio (down-hole).
In particolare nella metà degli anni '70 a seguito di studi in Norvegia, Stati Uniti e Svezia il penetrometro elettrico fu dotato di un sensore per la misura della pressione dei pori (Torstensson, 1975, Wissa et al., 1975) che fu poi sviluppato dalla società Fugro e da altri produttori. Lo svedese Torstensson (1975) fu il primo a condurre un cosiddetto test di dissipazione; mentre si deve a Campanella e Robertson (1984) l'introduzione di geofoni in un penetrometro a cono elettronico per la misura della velocità delle onde nel terreno.
L'Università del Michigan verso la metà degli anni '90 del secolo scorso ha brevettato un sistema con sonda televisiva (VisCPT), ovvero un apparecchio da inserire solidamente tra l'asta di spinta e la punta, che contiene 2 microcamere (operanti con diversi ingrandimenti e fornendo angoli di visuale differenti: tra 2 e 20mm). Tale attrezzatura permette l'acquisizione in continuo dei classici dati di prova CPTe e le registrazioni video a differente risoluzione del terreno precedentemente attraversato dalla punta. Poco o nulla utilizzato in Italia, ma risulterebbe particolarmente utile in assenza di dati di riscontro diretto con sondaggio geognostico adiacente, permettendo inoltre l'individuazione delle profondità di transizione tra strati (spesso ambigui nelle CPT), così pure la rilevazione di laminazioni sottili (fino a 0,5cm) e fessurazioni nelle argille.
Per quanto riguarda l'evoluzione delle prova CPTU sono stati adottati nel tempo diversi accorgimenti volti al miglioramento della validità dei dati rilevati, tra cui l'inserimento nel piezocono di un sensore di temperatura, utilizzato per una compensazione locale del segnale elettrico (il cui sfasamento tra la temperatura della sonda e l'ambiente di utilizzo produceva un certo errore di misura sui trasduttori); diversi produttori inoltre hanno inserito anche un trasduttore di spostamento per l'acquisizione e controllo in tempo reale della profondità raggiunta dalla punta penetrometrica.
Le più recenti evoluzioni nella trasmissione dei dati con tecnologia a onde radio, hanno portato alcuni produttori alla realizzazione di punte elettriche CPTU (alimentate con batteria agli ioni di litio) con sistema Wi-fi o Bluetooth, rendendo meno difficoltoso l'avanzamento della prova grazie all'assenza del cablaggio.

## Le prove CPT in ITALIA
La prova penetrometrica statica meccanica (CPTm) anche se obsoleta ed affidabile solo in terreni omogenei di consistenza medio-elevata con spessore pluridecimetrico, risulta tuttora molto utilizzata in Italia sia per il basso costo di indagine che per la più facile preparazione, manutenzione delle attrezzature e minor rischio di danneggiamento della punta nel variegato contesto geologico italiano. Le attrezzature multisensoriali con trasduttori elettrici (CPTU, SCPTU), presentano al contrario numerosi vantaggi, ma anche un elevato rischio di danneggiamento del piezocono, difficoltà nella preparazione e mantenimento delle condizioni di saturazione del filtro poroso durante la prova, che necessitano di elevata professionalità degli operatori.
Esistono numerose correlazioni proposte da avari autori (in ambito internazionale) per ottenere i principali parametri geotecnici dei terreni, per specifiche gamme granulometriche, sia per le prove con punta meccanica che con piezocono, che però sono da validare in presenza di dati di confronto di maggior valenza e con esperienza professionale specifica in un determinato luogo. In generale è riconosciuta una scarsa applicabilità e validità nel contesto italiano dei metodi grafici e non, proposti da diversi autori, per la classificazione dei terreni (es. Begemann, Schmertmann, ecc.).
I dati forniti da prove CPT in genere sono spendibili per progetti che comportano rischi moderati. Per opere di maggiore impegno, il loro uso in fase preliminare permette di individuare le aree su cui approfondire le indagini di dettaglio, in fase definitiva ed esecutiva la loro funzione è di confronto e ricontrollo su area vasta di dati ottenuti localmente con metodi più avanzati.

## Standard di riferimento
La prova con punta meccanica è stata standardizzata per la prima volta nel 1974 con l'ASTM D-3441 (versione attuale 2016), mentre la prova CPTU nel 1995 con l'ASTM D-5778 (versione attuale 2012).
Lo standard di riferimento europeo per la CPTm è EN/ISO 22476-12, mentre per la CPTU è l'EN/ISO 22476-1.
Il comitato tecnico per le prove in situ TC16 (odierno TC102) dell'ISSMGE (International Society for Soil Mechanics and Geotechnical Engineering), nel 1999 ha pubblicato una specifica procedura di riferimento internazionale per le prove penetrometriche CPTM e CPTU.
Le prove penetrometriche statiche CPTM e CPTE sono incluse nelle "raccomandazioni sulle indagini geotecniche" (1977) dell'Associazione geotecnica Italiana (AGI).

## Coefficiente di Begemann
Il coefficiente di Begemann o Begemann Ratio è un valore definito:
Br{\displaystyle ={\frac {R_{p}}{R_{l}}}}
Tale coefficiente è molto utile per poter stimare in maniera speditiva i terreni attraversati, tale metodo si basa sul fatto che i terreni a grana grossa hanno una resistenza in punta elevata ed un basso attrito laterale, viceversa i terreni a grana fine.
Secondo l'autore i terreni vengono classificati in base al coefficiente:
Br < 15 argilla organica e torba
Br: 15- 20 Limo ed/o argilla inorganica
Br: 30-60 Limo sabbioso / sabbia limosa
Br >60 sabbia e/o ghiaia

## Metodo di Schmertmann
Un metodo più accurato è il metodo di Schmertmann (1965), questo metodo come il precedente ha lo scopo di ricostruire la stratigrafia del sottosuolo sulla base dei dati di resistenza in punta ed attrito laterale.
Il metodo utilizza una carta tarata nei terreni degli USA centrali, il metodo confronta la
Rp in ordinate
%Fr{\displaystyle =100{\frac {R_{l}}{R_{p}}}} nelle ascisse.
Sulla base dei valori ottenuti è possibile stimare con più accuratezza i terreni attraversati.
Bisogna ricordare che la prova CPT fornisce solo valori di resistenza, andrebbe sempre correlata ad un sondaggio geognostico per vincolare le proprietà meccaniche con la stratigrafia reale del sito.

## Stima di parametri geotecnici
Anche se la prova non fornisce direttamente i parametri geotecnici del terreno, alcuni autori hanno formulato delle correlazioni empiriche per la stima dei parametri geomeccanici, per esempio è possibile ricavare il modulo edometrico, la coesione non drenata, la densità relativa, il modulo di Young ecc.